# ملوین فرانک
ملوین فرانک (انگلیسی: Melvin Frank؛ زاده ۱۳ اوت ۱۹۱۳ درگذشته ۱۳ اکتبر ۱۹۸۸) فیلم‌نامه‌نویس اهل ایالات متحده آمریکا بود. از آثار او می‌توان به فیلم آن احساس مطمئن اشاره نمود.